# South Branch (rivier in Newfoundland en Labrador)
De South Branch (Engels: South Branch River) is een 35 km lange rivier die zich in het zuidwesten van het Canadese eiland Newfoundland bevindt.

## Verloop
De rivier ontspringt in Sandy Pond, een van de duizenden meren in het binnenland van zuidwestelijk Newfoundland. De South Branch gaat ruim 15 km in noordelijke à noordoostelijke richting, alvorens naar het westen en uiteindelijk naar het zuidwesten af te buigen. Bij de locatie waar de rivier in zuidwestelijke richting begint te stromen, stroomt hij de Codroyvallei in en gaat hij tegelijk onderdoor de Trans-Canada Highway (NL-1). Zijn laatste 8,5 km legt hij al meanderend naast die verbindingsweg af. Langsheen dat laatste deel van de South Branch liggen ook twee plaatsen, namelijk het gehucht Coal Brook en het dorp South Branch.
Na 35 km vloeit de rivier, ter hoogte van het dorp South Branch, samen met de North Branch. De ene rivier die ontstaat na die samenvloeiing noemt de Grand Codroy en stroomt verder richting het Grand Codroy-estuarium.